# Edmund Becker (Politiker)

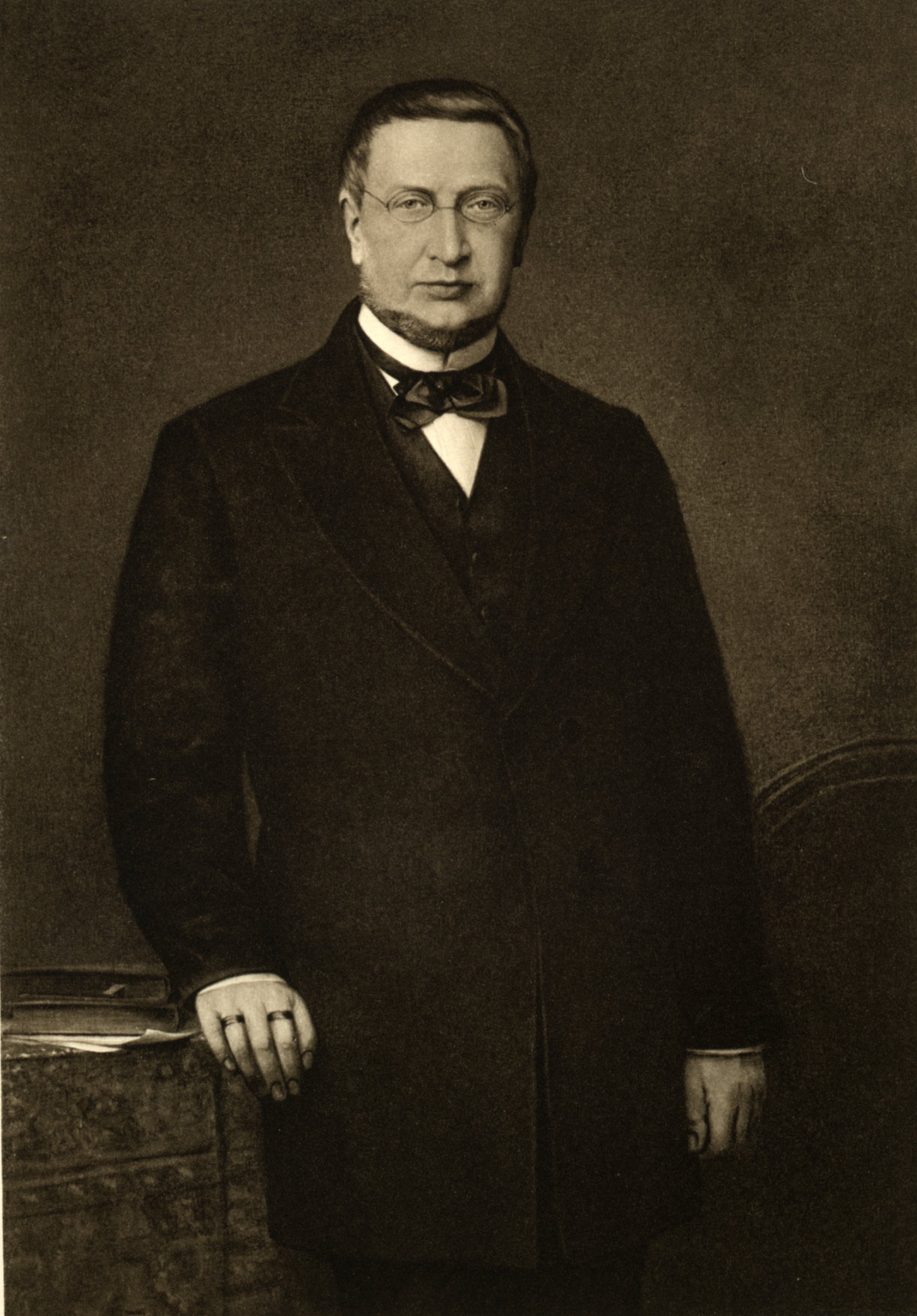
Edmund Becker

Edmund Becker (* 10. Januar 1809; † 4. November 1877 in Leipzig) war ein sächsischer Bankier, Kammerfunktionär und Politiker. 

## Leben
Becker war ein Bankier in der sächsischen Handelsstadt Leipzig, wo er das Bankhaus Becker & Co. besaß. Von 1865 bis 1875 stand er als Präsident der Handelskammer Leipzig vor. Von 1869 bis zu seinem Tod gehörte er als von König Johann nach freier Wahl auf Lebenszeit ernanntes Mitglied der I. Kammer des Sächsischen Landtags an. Becker trug den Ehrentitel eines Geheimen Kommerzienrats. Er starb Anfang November 1877 in Leipzig.